# Kanton Fresnes-en-Woëvre
Kanton Fresnes-en-Woëvre (fr. Canton de Fresnes-en-Woëvre) byl francouzský kanton v departementu Meuse v regionu Lotrinsko. Tvořilo ho 32 obcí. Zrušen byl po reformě kantonů 2014.

## Obce kantonu
- Avillers-Sainte-Croix
- Bonzée
- Combres-sous-les-Côtes
- Dommartin-la-Montagne
- Doncourt-aux-Templiers
- Les Éparges
- Fresnes-en-Woëvre
- Hannonville-sous-les-Côtes
- Harville
- Haudiomont
- Hennemont
- Herbeuville
- Labeuville
- Latour-en-Woëvre
- Maizeray
- Manheulles
- Marchéville-en-Woëvre
- Mouilly
- Moulotte
- Pareid
- Pintheville
- Riaville
- Ronvaux
- Saint-Hilaire-en-Woëvre
- Saint-Remy-la-Calonne
- Saulx-lès-Champlon
- Thillot
- Trésauvaux
- Ville-en-Woëvre
- Villers-sous-Pareid
- Watronville
- Woël